# Рудник Валлару
Рудник Валлару – колишній гірничодобувний майданчик на півдні Австралії. 
В 1859 році один з пастухів виявив в районі майбутнього рудника мінерал міді (який ймовірно був вивернутий вомбатом під час спорудження нори). Це викликало велике зацікавлення і вже у 1860-му створили Wallaroo Mining Company, що негайно почала розробку. 
Руду вивозили по колії до створеного на узбережжі порту Валлару, де з 1861-го діяв належний тій же компанії мідплавильний завод. Частину низькосортної руди могли відправляти для переробки до Ньюкаслу, проте ці обсяги були незначні.
У 1869-му рудник забезпечив вилучення 26 тисяч тонн руди, а на період з 1870 по 1875 припав пік видобутку першого етапу розробки. Втім, вже наприкінці 1870-х на тлі падіння світових цін на мідь копальню зупинили, при цьому на той час вона встигла видобути 350 тисяч тонн руди з вмістом цільового компоненту біля 10%. Протягом 1880-х років рудник провадив лише обмежені операції. 
В 1890-му Wallaroo Mining Company об’єдналась з компанією, що вела розробку розташованого в тому ж районі рудника Мунта, та утворила Wallaroo and Moonta Mining and Smelting Company. Остання узялась за активний розвиток рудника Валлару, що став головним активом об’єднаної компанії і в 1899-му випередив Мунта за обсягами виробництва.
Розробка велась підземним способом, що призвело до виникнення численних шахт, зокрема:
- «Taylors», що у підсумку досягнула глибини 908 (за іншими даними – 980) метрів. В 1904-му на ній виникла пожежа, що тривала біля місяця та призвела до остаточного закриття шахти того ж року. В той же час, рудник в цілому не лише продовжив діяльність, але й розгорнув після інциденту широкомасштбану програму модернізації;
- «Youngs», яку довели до глибини у 814 (за іншими даними – 900) метрів. Вона була основним стовбуром для підйому вантажів та найглибшим елементом системи вентиляції;
- «Hughes», що у початковий період розробки була однією з головних на руднику;
- «Office», яка мала глибину 631 метр та була одним з головних стовбурів для підйому вантажів. В 1915-му її перетворили на вентиляційну.
Окрім названих вище є згадки про шахти «Robinson», «Hosking», «Elder», «Home», «Hancock», «Smith New», «Weighbridge», «Harvey», «North Hughes», «Higgs», «Richman», «North Mair», «Mair», «Old Engine», «Stirling», «North Young», «Boors». Загальна довжина підземних виробіток рудника досягнула 160 кілометрів. 
В 1899-му Wallaroo and Moonta Mining and Smelting Company також отримала контроль над розташованою поруч з рудником Валлару шахтою «Matta». Остання почала роботу в 1863-му та зустрілась з сильним припливом води і вже у 1867-му по досягненні глибини лише 73 метра зупинилась. Шахти рудника Валлару також страждали від припливу підземних вод, так що вже у 1863-му для забезпечення дренажу тут запустили першу парову машину. На початку XX століття до відкачуванян води залучили електродвигуни, при цьому в 1904-му рудник отримав власну електростанцію, що працювала на вугіллі. 
Після Першої світової війни ціни на мідь сильно впали, що в 1923-му призвело до закриття рудника Валлару.
Всього в Валлару вилучили біля 3,5 млн тонн руди. Відомо, що сукупний видобуток з Валлару та Мунта склав 335 тисяч тонн міді, при цьому існують дані, що внесок Мунта становив 170 тисяч тонн.